# Vulturnus testudinea
Vulturnus testudinea är en insektsart som beskrevs av Evans 1972. Vulturnus testudinea ingår i släktet Vulturnus och familjen dvärgstritar. Inga underarter finns listade i Catalogue of Life.